# Челябинская областная универсальная научная библиотека
Челябинская областная универсальная научная библиотека расположена в Челябинске на проспекте Ленина. Является одной из крупнейших библиотек на Урале.

## История

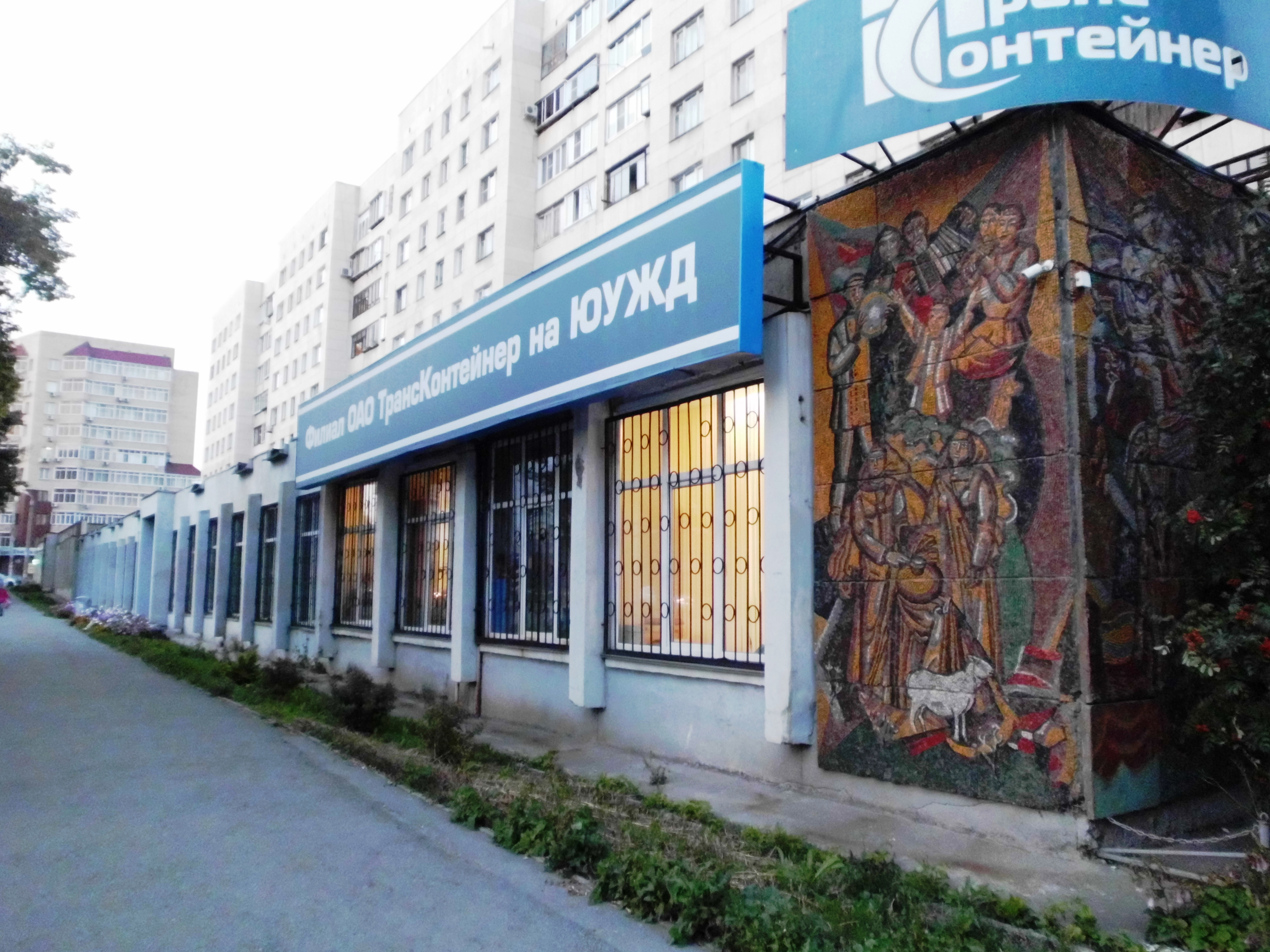
Отдел иностранной литературы располагается совместно с библиотекой № 15 башкирской и татарской литературы имени Ш. Бабича в правой части здания пристроя дома по ул. Цвиллинга, 61

История Челябинской универсальной научной библиотеки началась с 16 (28) июля 1898 года как бесплатной городской библиотеки-читальни, которой пользовались крестьяне и мещане. Библиотекой руководил выборный совет, а первым её библиотекарем стал Л. С. Коротовских, который проработал в ней 15 лет. Через два года после открытия библиотека имела фонд в 2 тысячи книг, различных газет и журналов, а к 1917 году фонд насчитывал уже до 10 тысяч изданий. В период Октябрьской революции 1917 года и Гражданской войны библиотека приостановила свою деятельность и вновь начала работать с 1919 года, когда её руководителем стала Л. Н. Сейфуллина, активно пополнявшая книжный фонд библиотеки и способствовавшая её популяризации.
В 1923 библиотека-читальня была преобразована в центральную городскую публичную библиотеку, а с 1934 года с образованием Челябинской области — в областную библиотеку. В этот период она получила статус методического и библиографического центра библиотечного дела в Челябинской области. В период Великой Отечественной войны областная библиотека проводила активную работу на предприятиях, в госпиталях, и в качестве признания заслуг ей присвоили статус республиканской государственной публичной библиотеки.
В 1963 году для библиотеки после 8 лет строительства было возведено новое трёхэтажное здание, располагающее читальным залом на 600 мест. Здание было построено по проекту архитекторов Б. В. Петрова и М. П. Мочаловой, и инженера Б. К. Хасанова, оно было признано памятником архитектуры местного значения. К этому времени библиотека располагала фондом более чем 1 миллиона единиц хранения. В период 1960-70-х гг. библиотека вошла в первую десятку библиотек России, а в 1983 году она получила статус областной универсальной научной библиотеки.
В настоящее время библиотека располагает обширным фондом как печатных изданий, так и изданий на электронных носителях. В фонде библиотеки есть уникальные издания, в том числе более 11 тысяч редких рукописных и печатных книг. С 1994 года ведётся электронный каталог. Ежегодно библиотека обслуживает десятки тысяч читателей, выступает научно-методическим центром для библиотек Челябинской области, организует повышение квалификации библиотечных работников и руководит библиотечной сетью области.
Присутствие библиотеки онлайн стало определяющим фактором для развития собственных электронных ресурсов — приложение «Нескучные путешествия по Уралу», подкаст «От верблюда», Сводный электронный каталог библиотек Челябинской области, информационный портал библиотек Челябинской области (портал ЧОУНБ), а также электронных сервисов для пользователей (электронный читательский билет, заказ литературы, продление, виртуальная справка, рассылки, запись на мероприятия, трансляции).
С 2007 года ведёт Уральскую электронную библиотеку с целью формирования репертуара электронных документов об Урале. Ресурс содержит материалы о природе, истории, народном образовании, об экономической, научной и культурной жизни Урала XIX—XXI вв., коллекции уральской периодической печати и оцифрованные редкие книги и книжные памятники из фонда библиотеки.
Библиотека организует и проводит знаковые для Челябинской области форумы. Среди них Южно-Уральская книжная ярмарка #РыжийФест (ежегодно), Международная научно-практическая конференция «Моргенштерновские чтения» (1 раз в 2 года), крупные события — «Библионочь», «Открой рот», «Тотальный диктант по русскому языку» (ежегодно).
Библиотека — место не только для чтения и получения информации, но и для общения, самообразования и досуга. Для пользователей разных целевых аудиторий действуют более десятка клубов и объединений. Среди них клуб «Уральский собеседник» (с 1982 года), «Клуб генеалогов-любителей» (с 1992 года), «Семейный клуб» для аудитории 6+, «Литературная мастерская», «Клуб экскурсоводов», «Поле нечитанное».
Из наград библиотеки:
- диплом «Лучшая библиотека РСФСР» (1968)
- почётная грамота Президиума Верховного Совета РСФСР (1974)
- премия им. В. П. Поляничко (1998)
- премия Бирюковских чтений (1999)
- диплом III степени Всероссийского конкурса «Библиотечная аналитика» (2020)
- диплом III степени Всероссийского конкурса на лучшее информационно-библиографическое издание отечественных библиотек (2020) за издание: Библиотека в изданиях и публикациях 1998—2017 / сост. В. В. Ильина, М. В. Сутягина. — Челябинск, 2018
- диплом III Всероссийского конкурса на лучшее информационно-библиографическое издание отечественных библиотек (2020) за издание: Кузнецов Владимир Александрович : биобиблиографический указатель : к 70-летию со дня рождения / сост. Л. В. Астафьева. — Челябинск, 2020
- дипломом финалиста в I Всероссийском конкурсе краеведческих изданий библиотек в номинации «Просветительские (популярные) издания» за издание: «Календарь знаменательных и памятных дат. Челябинская область, 2020» (2020)
- благодарность Президента Российской Федерации (2023 г.)[1]

## Руководители библиотеки
С 1923 г. библиотекой руководили:
- Л. Н. Сейфуллина
- А. В. Котельников
- В. П. Бирюков
- В. С. Богданов
- М. А. Лебедев
- С. Е. Сорина
- Б. Т. Уткин
- З. С. Савостина
- И. В. Гудович
- Н. И. Диская